# Hillenkreuz

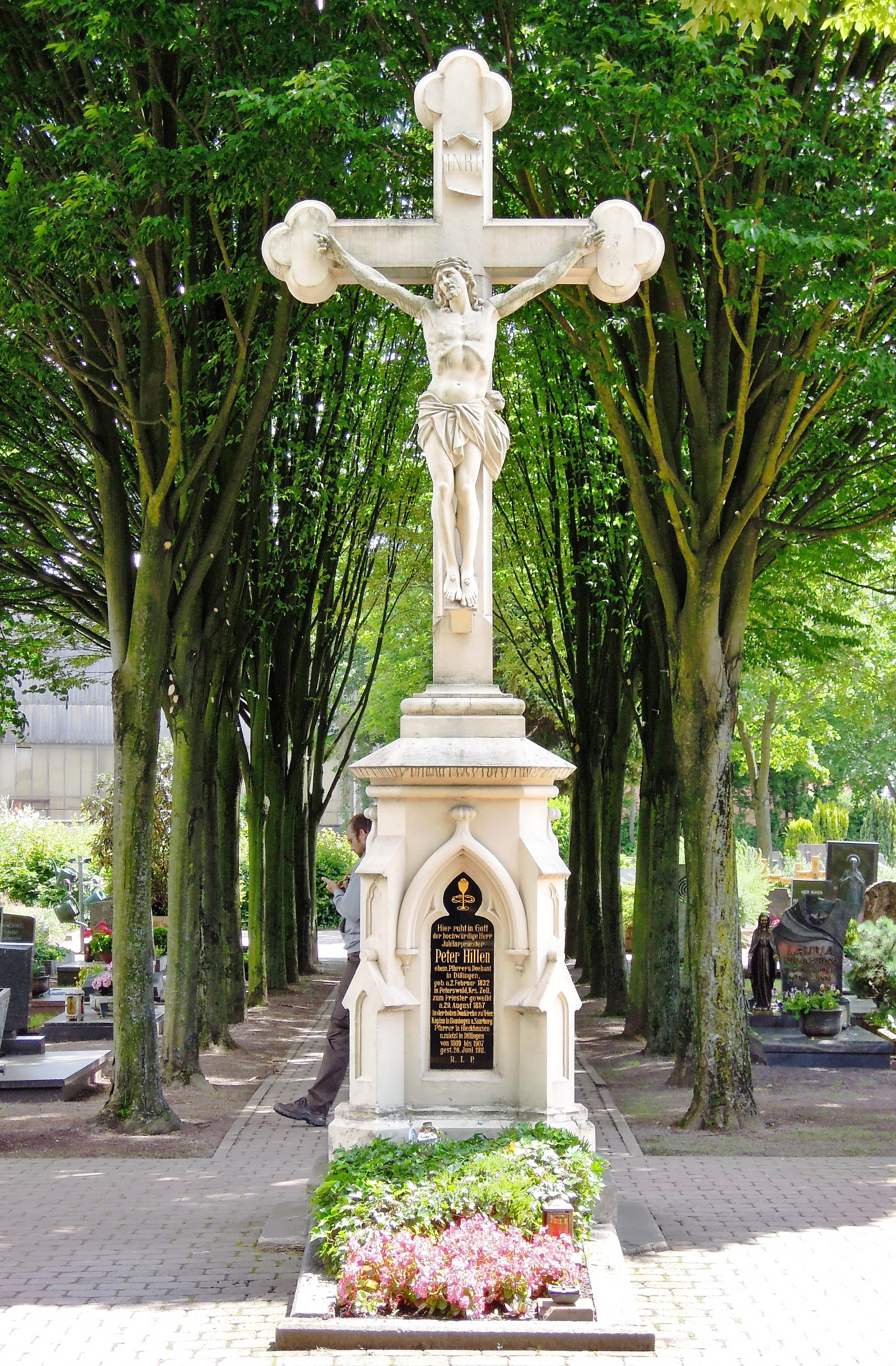
Hillenkreuz

Das denkmalgeschützte Hillenkreuz von 1872 ist ein Friedhofskreuz auf dem Friedhof St. Johann in Dillingen im Saarland ist nach Dechant Johann Peter Hillen (1869–1907) benannt. Dieser initiierte den Bau des Saardoms. Architekt sollte Wilhelm Hector werden; Hillens Nachfolger Dechant Prior vergab den Auftrag an Peter Marx.

## Geschichte
Die Inschrift am Kreuz und die Tatsache, dass der Dechant zu Füßen des Kreuzes beerdigt ist, deutet auf ein Grabkreuz hin. Die Funktion des Kreuzes ist jedoch die eines Friedhofskreuzes, da es 1872 mit der Anlage des neuen Friedhofs als Monument errichtet wurde. Im Gemeindebeschluss vom 10. Juli 1868 wurde eine Neuanlage des Friedhofs mit Überfüllung des alten im Ort gelegenen Kirchhofs begründet. 1876 wurde das Kreuz von einem Sturm umgeworfen. Da eine Restaurierung nicht möglich war, wurde der Steinhauer Mummenthal mit der Erstellung eines ähnlich großen Kruzifix einschließlich Corpus für nicht mehr als 300 Mark beauftragt. Auch dieses Kreuz wurde am 20. Juli 1895 Opfer eines Sturms, dem auch der Kirchturm von St. Maximin nicht standhalten konnte. Die Friedhofsakte vom 3. Juni 1896 dokumentiert die Übernahme der Kosten von 655,70 Mark.
2009 wurde das Engagement der Stadt Dillingen bei der Restaurierung des Kreuzes mit dem saarländischen Denkmalpflegepreis in der Gruppe Öffentliche Eigentümer gewürdigt.